# Massachusett
Os Massachusett são uma tribo ameríndia da América do Norte, que faziam parte do grupo indígena algonquino. São a origem do nome do atual estado americano de Massachusetts.